# Dan Marino
Dan Marino (Pittsburgh, Pennsylvania, 1961. szeptember 15. –) amerikai amerikaifutball-játékos.
Dan Marino Hall of Fame irányító, aki a Miami Dolphins csapatát erősítette 1983-tól 1999-ig. Ő tartja vagy tartotta az NFL-ben szinte az összes passzrekordot, kiváltképp a Super Bowl-győzelem nélküli irányítók közül. Széles körben ismert és elismert irányító, aki elsősorban villámgyors dobásairól és erőteljes karjáról volt ismeretes. Visszavonulása után a Miami Dolphins csapata visszavonultatta a mezszámát, a 13-ast.

## A kezdetek
1961-ben született Dél-Oakland szomszédságában, Pittsburghben, olasz és lengyel származású munkáscsaládban. Iskoláit  a St. Regis Catholic Elementaryben kezdte, mielőtt a Pittsburgh Central Catholic High School hallgatója nem lett. Itt még baseballban csillogtatta tehetségét és Parade All-Americant nyert. 1979-ben draftolta a Kansas City Royals baseball csapat az amatőr drafton, de ő ehelyett az amerikai focit választotta.

## Egyetemi évei
A sikeres középiskolai karrier után, 1979-től 1982-ig Marino a University of Pittsburgh hallgatója volt. A Pittsburgh Panthers csapatát vezette győzelemre 1982-ben a Georgia Bulldogs ellen a Sugar Bowl-on, egy végeredményt eldöntő TD passzal, melyet John Brown tight end kapott el, a meccs vége előtt egy perccel. Ez a play a Pittsburgh-i sporttörténelem egyik legnagyobb momentuma lett. A következő szezonban meglehetősen nagy csalódást okozott sok embernek, főleg, mikor kikapott csapatával a Cotton Bowl-on a Southern Methodist csapatától.
Négy szezon alatt 1204 passzából 693 volt sikeres, mindezekkel 8597 yardot termelve, 79 touchdown-ja mellett 69 interception-je volt. Rekordjai: egy szezonon belül passzolt yard (2876 1981-ben) és karrierje alatti passzolt yard (8597), passzkísérlet és sikeres passz egy szezonon belül (380-ból 226 volt sikeres 1981-ben) és karrier alatt véghezvitt passzkísérlet és sikeres passz (693 sikeres az 1204-ből), valamint TD egy szezonon (37 1981-ben) és karrieren belül (79). Főiskolai karrierje végén az NCAA all-time listáján 5. volt passzolt yardok számában és 4. sikeres passzok valamint TD passzok számában. Mindezek alatt a Panthers négy bowl-on vett részt (Fiesta, Gator, Sugar, Cotton). Negyedik helyen végzett a Heisman-trófeáért versengők között, Sugar Bowl MVP volt. Draftolása után a Panthers visszavonultatta 13-as mezszámát, csakúgy, mint később NFL csapata a Miami Dolphins is.

## NFL karrierje
Az 1982-ben AFC bajnok, SB-vesztes Miami Dolphins 1983-ban az első körben draftolta a 27. helyen. A szezont David Woodley mögött csereként kezdte és onnan nézte a nem túl sok eredménnyel kezdő első számú irányítót. Csak a 6. héten, a Buffalo Bills ellen lépett először pályára kezdőként. Első szezonjában 96.0 rating-je volt, ami rekordnak számított, és melyet csak Ben Roethlisberger javított meg azóta 98.1-re. Már első évében Pro Bowlba választották, ahol rögtön kezdő irányító is lett. Ezen dolgok ellenére mégis csalódással zárult Marino első éve mikor alulmaradtak egy esős mérkőzésen a Seattle Seahawks ellen. Marino meglehetősen félve játszott a meccsen, mivel a Houston elleni mérkőzésen térdsérülést szenvedett és kihagyta a szezon két utolsó mérkőzését. A sérülés valamelyest gyógyult, de még érezte a fájdalmat, és ez nagyban hátráltatta. 1993-ig ez volt az utolsó két olyan mérkőzés, amikor nem lépett pályára, ezalatt az idő alatt 145-ször kezdett zsinórban. 1993-ban egy achilles sérülés miatt szakadt meg a sorozat.
A következő évben produkálta Marino az NFL történetének egyik legjobb szezonját. Ebben az évben alapszakasz MVP lett és 6 passzrekordot döntött meg, köztük a legtöbb TD egy szezonon belül (48), és a legtöbb passzolt yard (5084) egy szezonon belül. Ebben az évben 14-2-es mérleggel jutott a Dolphins a playoffba, kiharcolva a hazai pálya jogát is, és megbosszulva az előző év kudarcát, meg is állították a Pittsburgh Steelerst az AFC konferenciadöntőben.
A 19. SuperBowlon viszont egy San Francisco 49ers és egy Joe Montana várta őt és csapatát. A Dolphinsnak az ezt megelőző két meccsen 74 futáskísérlete volt, a SB-on viszont csak 8. Marino statisztikája így alakult: 29 sikeres passz az 50 kísérletből, mellyel 318 yd-ot szereztek, 1 TD és 2 INT. A mérkőzést 38-16-ra elvesztette a Dolphins és Marinonak sajnos ez volt az egyetlen SuperBowl részvétele is egyben. 1985. december 2-án, a Monday Night Football közvetítések közül az eddigi legnézettebben, legyőzte a Dolphins a Chicago Bears együttesét (Marino meccs-statisztikája: 27/14, 270 yd), és ezzel 12-0 mérleget csinálva magának, mely előtte 1972-ben sikerült utoljára a csapatnak. Az AFC konferenciadöntőben a New England Patriots csapata verte meg őket, úgy, hogy két INT-et dobott Marino és 4 fumble-t szerzett a Pats. A végeredmény 31-14.
Marinoval a Dolphins állandó playoff résztvevővé vált, 17 szezonjából 10-szer juttatta be csapatát. 1992-ben, az utolsó konferenciadöntőben a fő riválisával, Jim Kellyvel és a Buffalo Billsel kellett megküzdenie. A mérkőzést 29-10-re a Bills nyerte. Kelly mindig is rossz ómen volt Marinonak, mert 1990 és 1995 között 3-szor ütötte ki a QB-t és csapatát a playoffból.
Következő évében, 1993-ban a Miami mindent meg akart tenni, hogy Marino ismét SuperBowlig jusson, de az égieknek más terveik voltak vele és a csapattal. A Cleveland elleni mérkőzésen egy passz után a földre vitték, mindeközben elszakadt az achilles-ina, ezzel végetvetve további szezonjának. Marino megfelelő helyettesítését az előző évében free agentként igazolt Scott Mitchelltől várták. A backup irányító jó benyomást keltően játszott, így Marino gyógyulásával egy évtized után a Miaminál újra vita támadt az irányító személyéről a média és a szurkolók között. A fiatal, remekül bemutatkozó Mitchell legyen a kezdő, vagy a tapasztalt, már sokat bizonyító Marino, aki viszont valószínűleg félteni fogja magát a sérülés miatt. Végül Marinora esett a választás, Mitchell szerződést kapott a Detroit Lionstól, míg Marino mögé a magyar származású, addig a Browns szolgálatában álló Bernie Kosárt igazolták. Egy speciális cipőt, és - a szemmel láthatóan gyenge térdén - térdvédőt viselve játszott ezután Marino.
1994-ben, abban a szezonban mikor a legtöbb kérdés merült fel Marino további képességeit illetően, két fantasztikus mérkőzéssel is észrevétette magát. Az első, a nyitómérkőzés otthon, a New England Patriots ellen, melyen a fiatal Marino képességeivel rendelkező Drew Bledsoe-val játszott. Aznap hatalmas eső volt - a pálya állaga a legkevésbé sem volt jónak mondható - ennek ellenére a két irányító összesen 894 yd-ot passzolt és 9 TD-t szerzett. A mérkőzés a Miami 39-35-ös győzelmével zárult a hosszabbításban. A másik mérkőzés a New York Jets elleni volt, melyet idegenben játszottak, és melyen Marino a már elhíresült mérkőzés nyerő fake spike TD passzát adta. A Miami 10-6-tal nyerte a divízióját ebben az évben és megállította a Joe Montana vezette Kansas City Chiefset otthon, rá egy hétre viszont kikapott a San Diego Chargerstől. Ebben a szezonjában Marino 4435 yd-ot passzolt és megkapta az év visszatérő játékosa címet.
Marino nem is menetelt tovább a Divisional Roundnál karrierjének hátralevő részében, főleg miután a hosszú ideig edzősködő Don Shula 1995-ben elhagyta a csapatot. Helyére Jimmy Johnson érkezett, aki kétszer nyerte meg konferenciáját a Dallas Cowboys-szal és gyűrűt ígért Miaminak. Johnson próbálta ráerőltetni a Miamira az ő elképzelését, de a négy év alatt nem talált egy épkézláb futójátékost, aki segítette volna ebben. A Johnson-éra alatt Marino-t egyre-másra érték a sérülések. Ezalatt Kosar, Craig Erickson és Damon Huard próbálták helyettesíteni.
Sérülésre való hajlamossága nem is igazán engedte ezek után tehetségét kamatoztatni. 1999-ben a Hálaadás napi mérkőzésen a Dallas Cowboys ellen - egy hónapos kihagyás után visszatérve - Marino 5 INT-et dobott és a csapat 20-0-s vereséget szenvedett. A Dolphins - amely a következő öt mérkőzéséből 4-et elvesztett - 9-7-es mérleggel zárt, és be se jutott a playoffba, Marino és Johnson között vitákat váltva ki.
Marino utolsó győzelme az első idegenbeli playoff sikere is volt, nem mellesleg a 37. comeback győzelme, amikor 2000 januárjában legyőzték a Seattle Seahawks együttesét. A következő fordulóban idegenben Marino és a Dolphins 62-7 arányban megsemmisítő vereséget szenvedett a Jacksonville Jaguarstől. Marino karrierjének - akit a meccs második félidejében már Damon Huard helyettesített - gyalázatos vége lett.
A 2000-es szezon után, elutasítva a Minnesota és a Pittsburgh ajánlatát is, visszavonult az NFL mind a mai napig egyik legjobban tisztelt és legügyesebb csillaga.
Első 8 szezonjában ő kapta a legkevesebb sacket, viszont ő szerezte a második legtöbb 4. negyedes comeback győzelmet, és a második legtöbb győzelmet. Mindkét összehasonlításban csak John Elway tudta felülmúlni. Karrierje során neki volt a legkisebb a futásátlaga, 1 alatti(!), pedig 301-szer próbálkozott a 17 év alatt. 9-szer választották Pro Bowl-ra ('83-'87, 1991-92, 1994-95), ebből 7-szer kezdőként, de sérülései miatt csak kétszer játszhatott ('84, '92). 1999-ben Marino-t a 27. helyre rangsorolták a The Sporting News 100 legjobb játékosának listáján, mellyel ő lett a legmagasabban rangsorolt Dolphins játékos.

## NFL rekordok, melyeket Marino állított be, igaz, azóta számosat megdöntöttek
- legtöbb passzkísérlet karrier során: 8358 (Brett Favre megdöntötte /10169/)
- legtöbb sikeres passz karrier során: 4967 (Brett Favre megdöntötte /6300/)
- legtöbb passzolt yard karrier során: 61361 (Brett Favre megdöntötte /71838/)
- legtöbb TD passz karrier során: 420 (Brett Favre megdöntötte /508/)
- legtöbb passzolt yard szezonon belül: 5084 (1984) (Drew Brees 2011-ben megdöntötte 5087)
- legtöbb passzolt TD szezonon belül: 48 (1984, Payton Manning 49-cel megdöntötte, ezt pedig Tom Brady 50-nel))
- legtöbb mérkőzés, melyen 400-nál több yard-ot passzolt szezonon belül: 4 (1984)
- legtöbb mérkőzés, melyen 300-nál több yard-ot passzolt karrier során: 60
- legtöbb szezon, melyen 3000-nél több yardot passzolt: 13 (1984-92, 1994-95, 1997-98) (Brett Favre megdöntötte)
- legtöbb folyamatosan végigjátszott szezon 3000 vagy több passzolt yarddal: 9 (1984-92, Brett Favre megdöntötte)
- legtöbb mérkőzés 4 vagy több TD passzal karrier során: 21
- legtöbb mérkőzés 4 vagy több TD passzal szezon során: 6 (1984)
- legkisebb százalékú INT dobás rookie szezonban: 2.03 (1983-ban, 296 kísérletből 6 INT)
- legtöbb szezon, amikor passzkísérletben vezetett a ligában: 5 (1984, 1986, 1988, 1992, 1997)
- legtöbb szezon, amikor sikeres passzkísérletben vezetett a ligában: 6 (1984-1986, 1988, 1992, 1997)
- legtöbb szezon 40 vagy több TD passzal: 2 (1984, 1986)
- 100 TD passz elérése legrövidebb idő alatt: 44. mérkőzésen (1986/09/07, San Diego Chargers ellen)
- 200 TD passz elérése legrövidebb idő alatt: 89. mérkőzésen (1989/09/17, New England Patriots ellen)
- 300 TD passz elérése legrövidebb idő alatt: 157. mérkőzésen (1994/09/04, New England Patriots ellen)
- legnagyobb TD-INT differencia: +168
- legtöbb edző-irányító győzelem: Don Shula-val 116
- első QB, akinek hat 4000 yd feletti szezonja volt, az első QB az NFL történetében, aki elérte egy szezonon belül az 5000       passzolt yardot.

## NFL rekordok, amelyek Marino beállított
- legtöbb passzolt yarddal vezette a ligát: 5 (1984-86, 1988, 1992) Sonny Jurgensennel (Philadelphia, 1961-62, Washington, 1966-67, 1969)
- egyhuzamban legtöbb jó passzkísérletben vezetni a szezont: 3 (1984-86) George Blanda-del (Houston, 1963-65)
- egyhuzamban 400 vagy több yardot passzolni egy mérkőzésen: 2 (1984) Dan Fouts-cal (San Diego, 1982) és Phil Simms-szel (New York Giants, 1985)
- legtöbb győzelem egy csapat ellen: 22 (Indianapolis ellen, Brett Favre-val, aki pedig a Chicago ellen)

## Élet a karrierje után
2000. szeptember 17-én, szombaton a Dolphins- Ravens mérkőzés félidejében a Pro Player Stadium-ban (később  Dolphins Stadium) Dan Marino mezszámát, a 13-ast visszavonultatták. Ez volt az egyetlen szám, amit Bob Griese 12-ese óta visszavonultattak. Azóta még egy szám került ugyanerre a sorsra, Larry Csonka 39-ese. A stadionban felállítottak neki egy életnagyságú bronz szobrot és a stadion utcáját, a Stadium Street-et Dan Marino Boulevard-ra keresztelték át.
Marino-t 2003-ban a fantasztikus Pittsburgh-i NCAA-s karrierje miatt a College Football Hall of Fame-be választották. 2004-ben 3 hétig a Dolphins Senior Vice President of Football Operations szerepét töltötte be, de a családja jobban érdekelte, így otthagyta a posztot.
2005-ben, amint letelt az NFL-es karriertől való visszavonulás óta eltelt öt év, első körben választották az NFL Halhatatlanok Csarnokába.
Jelenleg Marino feleségével, Claire-rel és 6 (4 tőle született, kettőt adoptáltak) gyerekével él West Palm Beach-en, Floridában.
A szezonok alatt kommentátora a CBS The NFL Today és az HBO Inside the NFL műsorainak.

### Film
1994-ben szerepelt az Ace Ventura: Állati nyomozó című filmvígjátékban Jim Carrey és Courteney Cox oldalán, és szerepelt Adam Sandler egyik filmjében, a Sátánkában is. Ezenkívül A Simpson család és Cruddy Sunday egy-egy epizódjában is feltűnt. Ugyancsak cameo szerepeket kapott a Szentfazék és a Bad Boys 2-ben is (cameo = epizódszerep, amit híres ember játszik). Közreműködött a Minden héten háború című film készítésében, sokan nagy hasonlóságot vélnek felfedezni közte, és a Dennis Quaid által megformált Jack Rooney között (a filmbeli Rooney háza a valóságban Marino háza).

### Zene
A zenei világban is letette névjegyét, a Hootie and the Blowfish videójában szerepelt.
Marino két éttermet nyitott Dél-Floridában, melyek neve Dan Marino's Town Tavern volt. Egyik a Coral Springs-en, a másik a Fort Lauderdale-i Las Olas Boulevard-on volt. 2005-ben az éttermek nevét Dan Marino's Fine Food and Spirits-re változtatta. 2006-ban mindkét helyet bezárta, de 2007 januárjában más helyeken újra megnyitotta (Miami, St. Petersburg, Las Vegas, NV, Orlando).
Marino részt vett a Hooters és a Nutrisystem súlycsökkentő programjain, reklámozta és használta az Isotonert és a FirstPlus Mortgage-et.

## Dan Marino Alapítvány
Dan Marino és a felesége Claire 1992-ben létrehozta az alapítványukat, miután fiuknál, Michael-nél autizmust diagnosztizáltak. Az alapítvány 7 millió dollárral támogatja a kutatást és eszközöket biztosít egy olyan programhoz, amely a gyerekek idegi fejlődésének rendellenességeit vizsgálja és kezeli. A Dan Marino Center, ami 1995 óta a Miami Gyermek Kórház része, ahol folynak ezek a kezelések, és ahol például a tavalyi évben több, mint 48 ezer gyerek fordult meg.
2005. november 7-én, az BNA-s Miami Heat csapata egy félidei show keretén belül, eme munkái elismeréseként egy Marino névvel és 13-as mezszámmal ellátott mezzel ajándékozták meg, majd a 13-as számot ők is visszavonultatták.